# Gloppen
Gloppen és un municipi situat al comtat de Vestland, Noruega. Té 5.784 habitants (2016) i la seva superfície és de 1.031 km². El centre administratiu del municipi és la població de Sandane.